# Punk in Drublic
Punk in Drublic (ein Spoonerismus von „Drunk in Public“, „betrunken in der Öffentlichkeit“) ist das fünfte Studioalbum der Band NOFX. Es wurde am 19. Juli 1994 bei Epitaph Records veröffentlicht.

## Geschichte
Punk in Drublic wurde von 1993 bis 1994 bei Westbeach Recorders in Hollywood, Kalifornien aufgenommen und von Fat Mike und Ryan Greene produziert. Das Album gilt als eins der erfolgreichsten von NOFX und als Klassiker-Album. Es erreichte Platz 11 der Top Heatseeker Charts und Goldstatus in den USA, in Deutschland erreichte es Platz 72 und konnte sich 18 Wochen in den Charts halten.

## Kritik
Auf der Seite Allmusic erhielt das Album 4,5 von 5 Sternen und ist AMG Album Pick. Der Kritiker schrieb: „Prior to this record, they merely showed promise, but with Punk in Drublic they fulfilled their potential.“ („Vor diesem Album zeigten sie nur ihr Potenzial, aber mit 'Punk in Drublic' haben sie es erfüllt.“)

## Titelliste
Alle Stücke wurden von Fat Mike geschrieben, außer wo angegeben.
1. „Linoleum“ – 2:10
2. „Leave It Alone“ – 2:04 (written by Fat Mike and Eric Melvin)
3. „Dig“ – 2:16
4. „The Cause“ – 1:37
5. „Don't Call Me White“ – 2:33
6. „My Heart Is Yearning“ – 2:23
7. „Perfect Government“ – 2:05 (geschrieben von Mark Curry)[5]
8. „The Brews“ – 2:40
9. „The Quass“ – 1:18
10. „Dying Degree“ – 1:50
11. „Fleas“ – 1:47
12. „Lori Meyers (feat. Kim Shattuck)“ – 2:21
13. „Jeff Wears Birkenstocks?“ – 1:26
14. „Punk Guy“ – 1:08
15. „Happy Guy“ – 1:58
16. „Reeko“ – 3:05
17. „Scavenger Type“ – 7:12